# پرسیبال بلادس
پرسیبال بلادس (اسپانیایی: Percibal Blades‎؛ زادهٔ ۱ آوریل ۱۹۴۳) بازیکن بسکتبال اهل پاناما بود.